# Bernardino Galliari
Bernardino Galliari, auch Gagliari (* 3. November 1707 in Andorno Micca, Piemont; † 31. März 1794 ebenda) war ein italienischer Freskant und Theatermaler.

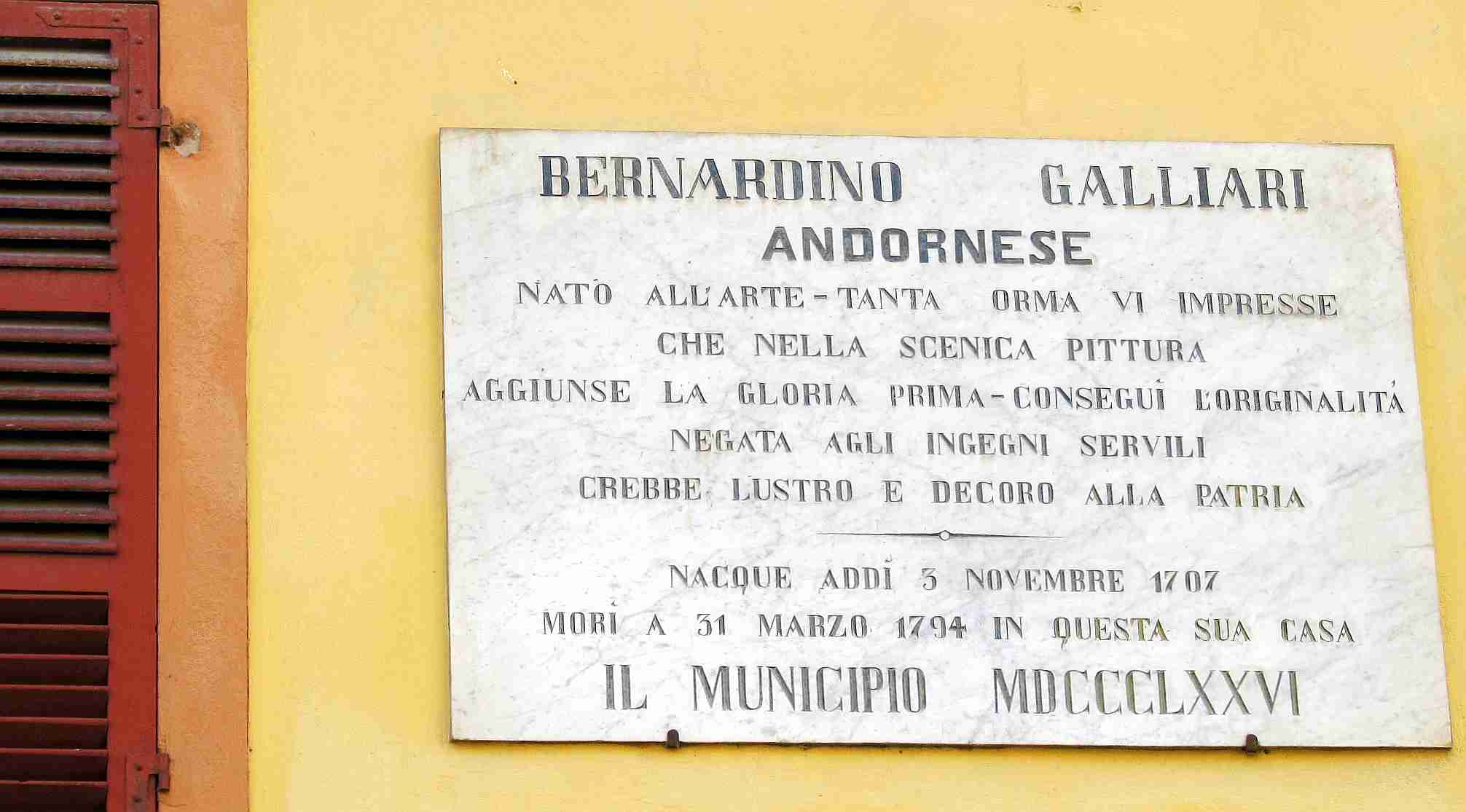
Platte in Andorno Micca (BI)

Galliari gilt als einer der Begründer der piemontesischen Theatermalerei. Er beherrschte vor allem die illusionistische Perspektivmalerei. Zusammen mit seinen Brüdern Fabrizio (* 28. Sept. 1709 in Andorno; † 1790 in Treviglio) und Giovanni Antonio (* 26. Mai 1714 in Andorno; † 1783 in Mailand) betrieb er eine Werkstatt in Turin, arbeitete auch in Bergamo und Mailand, wo er 1742 für die Mailänder Scala eine Theaterausstattung anfertigte. Bis 1782 zeichneten dort die Brüder für fast alle Dekorationen der Opernaufführungen verantwortlich. Von 1772 bis 1778 hielt Galliari sich in Wien, Innsbruck und Berlin auf. Von Wien holte ihn 1773 Friedrich der Große für eine kurze Zeit an die Königliche Oper in Berlin. In Berlin malte er auch, und zwar auf eigene Kosten, die Kuppel der St. Hedwigs-Kirche und das Altarbild. Sein Neffe Bartolomeo Verona, der mit ihm nach Berlin gekommen war, wurde nach Galliaris Abreise ab 1773 dauerhaft in Berlin engagiert. In seiner späteren Phase schuf Galliari hauptsächlich Altargemälde wie die Bekehrung des Paulus in der Kirche Sant’Agostino in Mailand.